# Contribuente
Il contribuente è un soggetto che, ai sensi del diritto tributario statale, è tenuto al versamento di tributi, contribuendo così al finanziamento delle casse dello Stato ovvero alla copertura delle sue uscite finanziarie (spesa pubblica).

## Caratteristiche
Contribuente è più specificamente designato come il soggetto passivo al quale fanno capo le posizioni giuridiche soggettive sia positive (diritti) che negative (doveri) nei confronti del Fisco (amministrazione tributaria), in relazione ad un'obbligazione di imposta (imposta è quel tributo che si caratterizza per la sua funzione tipica di attuare il concorso alla spesa pubblica).